# Ctenochauliodes abnormis
Ctenochauliodes abnormis är en insektsart som beskrevs av C.-k. Yang och Ding Yang 1986. Ctenochauliodes abnormis ingår i släktet Ctenochauliodes och familjen Corydalidae. Inga underarter finns listade i Catalogue of Life.